# Сельское поселение «Хутор Новоалександровский»
Се́льское поселе́ние «Хутор Новоалександровский» — муниципальное образование в Спас-Деменском районе Калужской области Российской Федерации.
Административный центр — хутор Новоалександровский.

## История
Статус и границы сельского поселения установлены Законом Калужской области от 4 октября 2004 года № 354-ОЗ «Об установлении границ муниципальных образований, расположенных на территории административно-территориальных единиц "Барятинский район", "Куйбышевский район", "Людиновский район", "Мещовский район", "Спас-Деменский район", "Ульяновский район" и наделении их статусом городского поселения, сельского поселения, муниципального района».

## Население
| 2007 | 2010 | 2012 | 2013 | 2014 | 2015 | 2016 |
| ---- | ---- | ---- | ---- | ---- | ---- | ---- |
| 518  | ↘407 | ↘391 | ↗402 | ↘396 | ↘394 | ↘387 |
| 2017 | 2018 | 2019 | 2020 | 2021 |      |      |
| ↘384 | ↘363 | ↘359 | ↘343 | ↗410 |      |      |

## Состав сельского поселения
| № | Населённый пункт    | Тип населённого пункта        | Население |
| - | ------------------- | ----------------------------- | --------- |
| 1 | Болтутино           | деревня                       | ↘13       |
| 2 | Вдовец              | деревня                       | ↘2        |
| 3 | Верхуличи           | деревня                       | ↘35       |
| 4 | Лубинка             | деревня                       | →2        |
| 5 | Малистово           | деревня                       | ↘1        |
| 6 | Малышкино           | деревня                       | →0        |
| 7 | Новоалександровский | хутор, административный центр | ↘333      |
| 8 | Свиридово           | деревня                       | ↗4        |
| 9 | Утриково            | деревня                       | ↗17       |